# Ecopassage
Een ecoduct, ecopassage, natuurbrug of wildwissel is een civiel kunstwerk waarover in het wild levende dieren een obstakel, zoals een verkeersweg, kunnen kruisen.
Door een dichtbevolkt land lopen veel wegen met druk verkeer, iets wat veel dieren bij het oversteken met de dood moeten bekopen. Soms worden om veiligheidsredenen deze wegen met hekken afgerasterd, waardoor het leefgebied van veel dieren te klein wordt en door deze habitatfragmentatie het voortbestaan van diersoorten in gevaar komt. Om dieren een veilige oversteek te laten maken worden er kunstwerken aangelegd, speciaal voor dieren.
Een ecoduct is een ongelijkvloerse wildwissel. Het ecoduct is breed en wordt met beplanting zo natuurlijk mogelijk ingericht om zo een ongestoorde wildpassage mogelijk te maken.
In een ecombiduct is de passage gecombineerd met een kleinwildtunnel. De tunnel is vooral effectief voor dieren die bijvoorbeeld licht- en geluidshinder ondervinden van weg- en spoorverkeer.
Naast het ecoduct bestaan ook de ecotunnel of ecopassage, die onder een barrière zoals een weg of spoorweg doorgaat, en het eco-aquaduct, dat een passage geeft aan waterdieren.
Verder gebruikt de Nederlandse Rijkswaterstaat de term streekoduct. Dit is een combinatie van een ecoduct en een verkeersviaduct.
Er zijn ook gelijkvloerse wildwissels. Aan beide zijden van de weg is de afrastering over een afstand van enkele honderden meters onderbroken. Borden waarschuwen het verkeer voor overstekend wild. Soms is er een wildrooster om te verhinderen dat de dieren de weg gaan volgen.

## Ecoducten in België

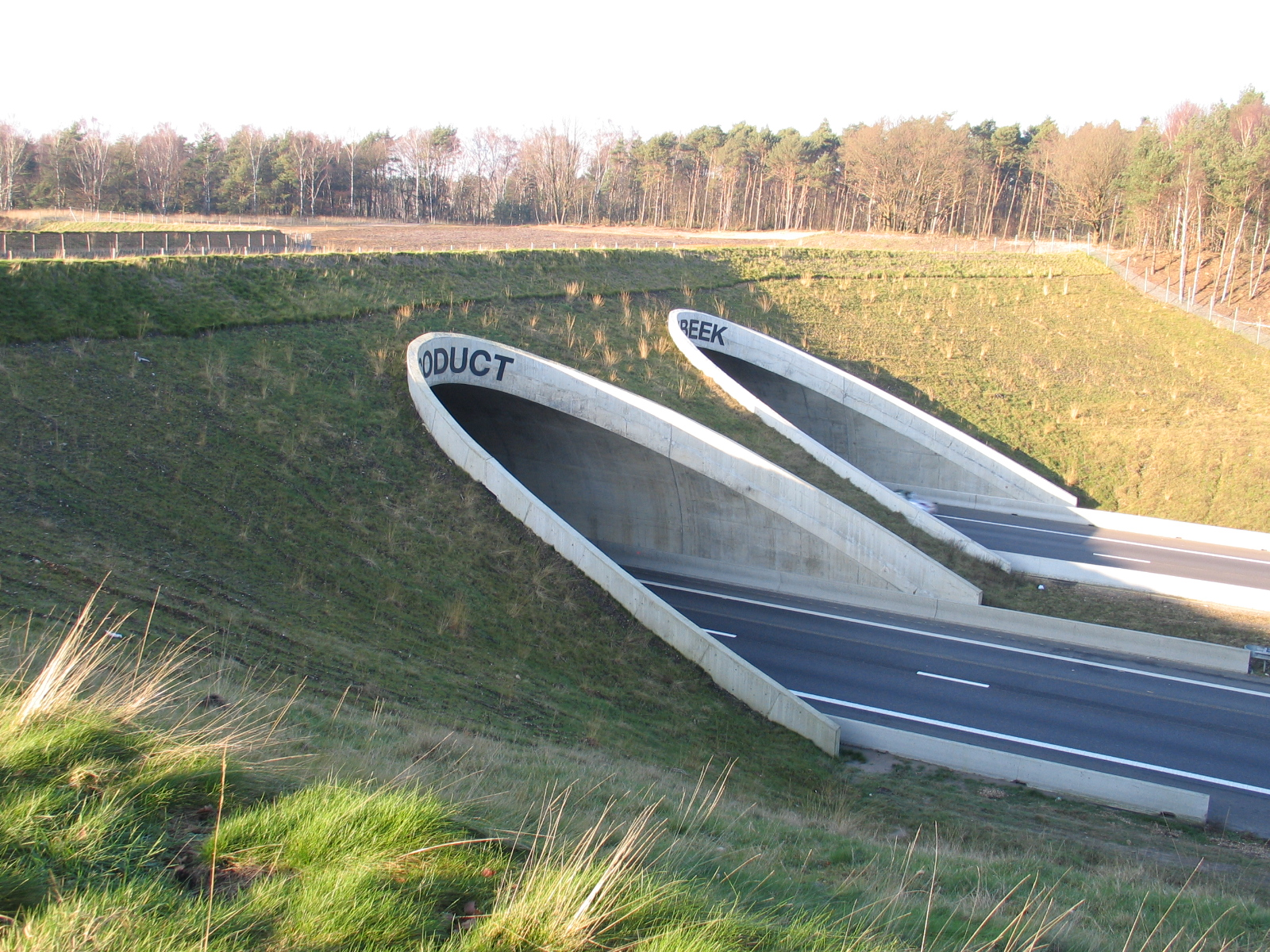
Ecoduct Kikbeek over de E314 bij de afslag Maasmechelen.

Om de impact van de ecoducten te monitoren werd door het Departement Leefmilieu, Natuur en Energie van de Vlaamse overheid een studiebureau aangesteld. Met filmmateriaal, zandbedden, inktplaten en bodemvallen voor de kleinste passanten werd de inventaris opgebouwd. De Kikbeek wordt gebruikt door everzwijnen, vossen, hazen, reeën, hermelijnen en bunzingen, naast heel wat vleermuizen, reptielen, amfibieën en ongewervelden zoals de franjestaart, de watervleermuis, de gladde slang, de heidekikker en de rugstreeppad. Bij de Warande werden onder meer steenmarters, bosvleermuizen, reeën, vossen, everzwijnen, bunzingen, de hazelworm, de levendbarende hagedis en zelfs wasberen geregistreerd. Daarnaast werden ook zeldzame reptielen en insecten waargenomen, zoals de in Vlaanderen bedreigde lederloopkever.
België telt anno 2025 dertien volwaardige ecoducten, waarvan acht in Vlaanderen, vier in Wallonië en één in Brussel. Twee ecoducten zijn in aanbouw. Daarnaast zijn er nog tal van andere projecten gerealiseerd, waaronder ecorecreaducten (waarbij ook voetgangers, fietsers en/of ruiters gebruikmaken van de brug) en bermbruggen (waarbij ook auto's over de brug kunnen rijden). Ook zijn er twee otterducten gebouwd. Otters zwemmen namelijk niet onder bruggen door, maar met een otterduct onder een verkeersbrug kunnen ze toch de weg oversteken zonder het gevaar van overreden te worden. Ook onder andere wezels, marters, eekhoorns en vossen maken gebruik van deze otterducten.
| Naam                | Type          | Opening    | Locatie                                                           | Opmerkingen                                                    |
| ------------------- | ------------- | ---------- | ----------------------------------------------------------------- | -------------------------------------------------------------- |
| Baraque de Fraiture | Bermbrug      | 1982       | (Lierneux) (N50°15'42.1884 E5°43'31.314)                          | [ 4 ]                                                          |
| Rulles              | Ecoduct       | 1988       | (Habay) (N49°44'20.6196 E5°34'29.9748)                            | [ 4 ]                                                          |
| Les Tailles         | Bermbrug      | 1989       | (Houffalize) (N50°12'10.6164 E5°46'44.1336)                       | [ 4 ]                                                          |
| Grunhaut            | Ecoduct       | 2004       | Spoorlijn 3 (Limburg) (N50°38'58.524 E5°55'58.4904)               | Verbindt Staatsbos van Grunhaut                                |
| De Warande          | Ecoduct       | 2004       | (Bierbeek) (N50°47'56.9724 E4°42'33.4152)                         | Verbindt Meerdaalwoud                                          |
| Kikbeek             | Ecoduct       | 2004       | (Maasmechelen) (N50°57'37.3788 E5°38'29.8824)                     | Verbindt Mechelse Heide                                        |
| Wiemesmeer          | Ecorecreaduct | 2004       | (Zutendaal) (N50°58'21.5904 E5°34'2.1864)                         | Verbindt Nationaal Park Hoge Kempen                            |
| De Munt             | Ecoduct       | 2011       | Spoorlijn 4 (Wuustwezel) (N51°24'48.7044 E4°42'5.796)             | Verbindt Voorkempen                                            |
| Over de Spoorweg    | Ecoduct       | 2012       | Spoorlijn 161 (Watermaal-Bosvoorde) (N50°46'48.7848 E4°25'26.274) | Verbindt Zoniënwoud                                            |
| Kempengrens         | Ecoduct       | 2014       | (Mol) (N51°19'6.9384 E5°12'27.1188)                               | Verbindt Kempengebied                                          |
| Groenendaal         | Ecoduct       | 2018       | (Hoeilaart) (N50°45'17.2224 E4°26'5.676)                          | Verbindt Zoniënwoud                                            |
| Heiwijk             | Bermbrug      | 2019       | (Maasmechelen) (N50°57'45.4464 E5°37'2.3232)                      | Verbindt Nationaal Park Hoge Kempen                            |
| Grote Konijnenpijp  | Ecoduct       | 2020       | (Oud-Heverlee) (N50°48'50.0904 E4°42'17.928)                      | Verbindt Meerdaalwoud                                          |
| Nevele              | Ecorecreaduct | 2020       | (Deinze en Aalter) (N51°3'42.9048 E3°30'44.9964)                  | [ 8 ]                                                          |
| Ourthe              | Otterduct     | 2020       | (Tenneville) (N50°4'33.4128 E5°32'29.742)                         | Verbindt Ourthe                                                |
| Platinerie          | Ecoduct       | 2021       | (Couvin) (N50°1'56.4024 E4°30'31.3416)                            | [ 10 ]                                                         |
| Ermitage            | Ecoduct       | 2021       | (Couvin) (N50°0'5.544 E4°32'28.3596)                              | [ 10 ]                                                         |
| Tuikabelbrug        | Bermbrug      | 2022       | Albertkanaal (Hasselt) (N50°56'23.73 E5°24'6.4584)                | [ 11 ]                                                         |
| Semois              | Otterduct     | 2022       | N914 (Vresse-sur-Semois) (N49°52'52.824 E4°56'38.8536)            | Verbindt Semois                                                |
| Hoogmolenbrug       | Bermbrug      | 2023       | Albertkanaal (Schoten) (N51°14'26.2392 E4°29'10.3848)             | [ 13 ]                                                         |
| Oudeheerweg-Ruiter  | Ecorecreaduct | 2023       | (Waasmunster) (N51°7'11.352 E4°3'59.6808)                         | Verbindt De Vaag                                               |
| Heerbaan            | Bermbrug      | 2023       | (Bertem) (N50°51'51.3396 E4°35'26.7972)                           | Verbindt Dijleland                                             |
| Henneaubrug         | Bermbrug      | 2024       | (Zaventem) (N50°52'51.0708 E4°27'39.1068)                         | [ 16 ]                                                         |
| Vaartstraat         | Bermbrug      | 2024       | (Ranst) (N51°12'11.0592 E4°34'13.7388)                            | [ 17 ]                                                         |
| Hallerbos           | Ecoduct       | 2025       | (Halle) (N50°42'2.8404 E4°16'35.6844)                             | Verbindt Hallerbos                                             |
| Dilserbos           | Ecoduct       | 2025       | (Dilsen-Stokkem) (N51°0'44.6796 E5°40'9.9804)                     | Verbindt Nationaal Park Hoge Kempen                            |
| Ravaartstraat       | Bermbrug      | 2025       | Spoorlijn 25N (Vilvoorde) (N50°55'24.7188 E4°27'52.7652)          | Verbindt Floordambos en Peutiebos                              |
| De Priorij          | Ecorecreaduct | 2025       | N275 (Hoeilaart) (N50°46'6.078 E4°26'36.7512)                     | Verbindt Zoniënwoud                                            |
| Waaltjesbos         | Ecoduct       | 2025       | (Lommel) (N51°12'53.424 E5°14'56.7348)                            | Verbindt Kattenbos, Pijnven, Lommelse Sahara en Blekerheide    |
| Sint-Anna           | Ecoduct       | in aanbouw | N420 (Antwerpen) (N51°13'29.2404 E4°21'6.6168)                    | Verbindt Het Rot en Vlietbos                                   |
| Parkbrug            | Ecorecreaduct | in aanbouw | (Antwerpen) (N51°12'47.7432 E4°21'38.4228)                        | Verbindt Burchtse Weel en Ringpark West                        |
| Neromhof            | Ecoduct       | gepland    | (Meise) (N50°58'12.9288 E4°18'55.4616)                            | Verbindt Buggenhoutbos, Kravaalbos, ’s Gravenbos en Bos van Aa |
| -                   | Ecoduct       | gepland    | (Zonhoven en Houthalen-Helchteren)                                | Verbindt De Teut en Tenhaagdoornheide                          |
| -                   | Ecoduct       | gepland    | N253 (Huldenberg)                                                 | [ 24 ]                                                         |
| -                   | Ecoduct       | gepland    | N275 (Watermaal-Bosvoorde)                                        | [ 25 ]                                                         |
| -                   | Bermbrug      | gepland    | (Schoten)                                                         | Verbindt Peerdsbos en Park Vordenstein                         |

## Ecoducten in Nederland

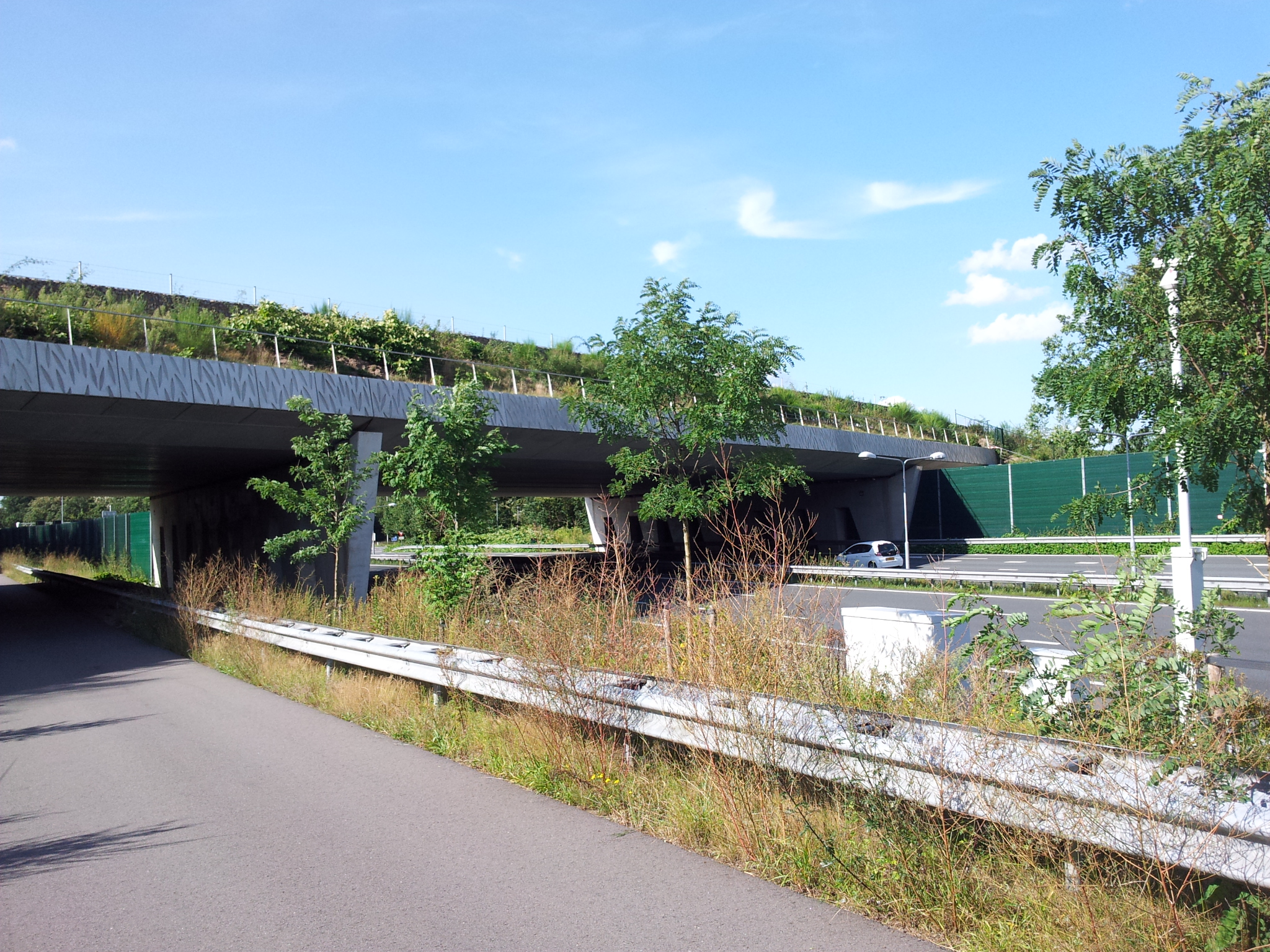
Ecoduct Laarderhoogt over de A1.

In Nederland zijn ecoducten onderdeel van de Natuurnetwerk Nederland, bedoeld om de biodiversiteit te bevorderen. Nederland telt ruim zeventig ecoducten. Het aanleggen wordt gecoördineerd door het Meerjarenprogramma Ontsnippering (MJPO).